# Storm and Thunder
"Storm and Thunder" is een nummer van de Nederlandse band Earth & Fire. Het nummer verscheen op hun album Song of the Marching Children uit 1971. In september van dat jaar werd het nummer uitgebracht als de enige single van het album.

## Achtergrond
"Storm and Thunder" is geschreven door toetsenist Gerard Koerts, zijn tweelingbroer en gitarist Chris Koerts en basgitarist Hans Ziech. De albumversie van het nummer begint met een lange orgelsolo door Gerard Koerts, maar deze is in de singleversie weggelaten. De singleversie begint met een rustig deel, waarin de orgel opnieuw een belangrijke rol speelt. Jerney Kaagman zingt tijdens deze sectie drie coupletten. Vervolgens wordt de instrumentatie heviger en zingt Kaagman tweemaal het refrein. Hierna volgt een lange gitaar- en orgelsolo met een aantal intensiteits- en tempowisselingen, voordat het nummer eindigt.
"Storm and Thunder" was de vijfde single van Earth & Fire en werd, in navolging van alle voorgaande singles, een top 10-hit in zowel de Top 40 als de Daverende Dertig. In beide hitlijsten behaalde de single de zesde plaats.

## Hitnoteringen

### Nederlandse Top 40
| Hitnotering: 11-09-1971 t/m 13-11-1971 | Hitnotering: 11-09-1971 t/m 13-11-1971 | Hitnotering: 11-09-1971 t/m 13-11-1971 | Hitnotering: 11-09-1971 t/m 13-11-1971 | Hitnotering: 11-09-1971 t/m 13-11-1971 | Hitnotering: 11-09-1971 t/m 13-11-1971 | Hitnotering: 11-09-1971 t/m 13-11-1971 | Hitnotering: 11-09-1971 t/m 13-11-1971 | Hitnotering: 11-09-1971 t/m 13-11-1971 | Hitnotering: 11-09-1971 t/m 13-11-1971 | Hitnotering: 11-09-1971 t/m 13-11-1971 | Hitnotering: 11-09-1971 t/m 13-11-1971 |
| Week                                   | 1                                      | 2                                      | 3                                      | 4                                      | 5                                      | 6                                      | 7                                      | 8                                      | 9                                      | 10                                     |                                        |
| -------------------------------------- | -------------------------------------- | -------------------------------------- | -------------------------------------- | -------------------------------------- | -------------------------------------- | -------------------------------------- | -------------------------------------- | -------------------------------------- | -------------------------------------- | -------------------------------------- | -------------------------------------- |
| Positie                                | 26                                     | 15                                     | 10                                     | 6                                      | 7                                      | 10                                     | 15                                     | 16                                     | 19                                     | 25                                     | uit                                    |

### Nationale Hitparade
| Hitnotering: 18-09-1971 t/m 13-11-1971 | Hitnotering: 18-09-1971 t/m 13-11-1971 | Hitnotering: 18-09-1971 t/m 13-11-1971 | Hitnotering: 18-09-1971 t/m 13-11-1971 | Hitnotering: 18-09-1971 t/m 13-11-1971 | Hitnotering: 18-09-1971 t/m 13-11-1971 | Hitnotering: 18-09-1971 t/m 13-11-1971 | Hitnotering: 18-09-1971 t/m 13-11-1971 | Hitnotering: 18-09-1971 t/m 13-11-1971 | Hitnotering: 18-09-1971 t/m 13-11-1971 | Hitnotering: 18-09-1971 t/m 13-11-1971 |
| Week                                   | 1                                      | 2                                      | 3                                      | 4                                      | 5                                      | 6                                      | 7                                      | 8                                      | 9                                      |                                        |
| -------------------------------------- | -------------------------------------- | -------------------------------------- | -------------------------------------- | -------------------------------------- | -------------------------------------- | -------------------------------------- | -------------------------------------- | -------------------------------------- | -------------------------------------- | -------------------------------------- |
| Positie                                | 15                                     | 9                                      | 7                                      | 6                                      | 11                                     | 12                                     | 16                                     | 27                                     | 28                                     | uit                                    |

### NPO Radio 2 Top 2000
| Nummer met noteringen in de NPO Radio 2 Top 2000 | '99 | '00 | '01 | '02 | '03 | '04 | '05 | '06 | '07 | '08 | '09 | '10 | '11 | '12 | '13 | '14 | '15  | '16  | '17  | '18  | '19  | '20  | '21  | '22 | '23  | '24  |
| ------------------------------------------------ | --- | --- | --- | --- | --- | --- | --- | --- | --- | --- | --- | --- | --- | --- | --- | --- | ---- | ---- | ---- | ---- | ---- | ---- | ---- | --- | ---- | ---- |
| Storm and Thunder                                | 436 | 408 | 394 | 284 | 291 | 450 | 462 | 575 | 820 | 510 | 608 | 695 | 818 | 946 | 906 | 886 | 1035 | 1111 | 1095 | 1112 | 1186 | 1307 | 1150 | 993 | 1089 | 1193 |

1. ↑  Een vetgedrukt getal geeft de hoogste notering aan.

### Evergreen Top 1000
| Evergreen Top 1000 "Storm and Thunder" | Evergreen Top 1000 "Storm and Thunder" | Evergreen Top 1000 "Storm and Thunder" | Evergreen Top 1000 "Storm and Thunder" | Evergreen Top 1000 "Storm and Thunder" | Evergreen Top 1000 "Storm and Thunder" | Evergreen Top 1000 "Storm and Thunder" | Evergreen Top 1000 "Storm and Thunder" | Evergreen Top 1000 "Storm and Thunder" | Evergreen Top 1000 "Storm and Thunder" | Evergreen Top 1000 "Storm and Thunder" | Evergreen Top 1000 "Storm and Thunder" | Evergreen Top 1000 "Storm and Thunder" | Evergreen Top 1000 "Storm and Thunder" | Evergreen Top 1000 "Storm and Thunder" | Evergreen Top 1000 "Storm and Thunder" | Evergreen Top 1000 "Storm and Thunder" |
| Jaar                                   | 2008                                   | 2009                                   | 2010                                   | 2011                                   | 2012                                   | 2013                                   | 2014                                   | 2015                                   | 2016                                   | 2017                                   | 2018                                   | 2019                                   | 2020                                   | 2021                                   | 2022                                   | 2023                                   |
| -------------------------------------- | -------------------------------------- | -------------------------------------- | -------------------------------------- | -------------------------------------- | -------------------------------------- | -------------------------------------- | -------------------------------------- | -------------------------------------- | -------------------------------------- | -------------------------------------- | -------------------------------------- | -------------------------------------- | -------------------------------------- | -------------------------------------- | -------------------------------------- | -------------------------------------- |
| Positie                                | -                                      | -                                      | -                                      | -                                      | -                                      | -                                      | -                                      | 404                                    | 299                                    | 290                                    | 199                                    | 251                                    | 267                                    | 179                                    | 159                                    | 130                                    |